# Hrubý Jeseník (okres Nymburk)
Hrubý Jeseník je obec v okrese Nymburk ve Středočeském kraji. Leží zhruba osm kilometrů severovýchodně od Nymburka. Žije zde 609 obyvatel, katastrální území měří 649 hektarů.

## Název
Jméno Jeseník vzniklo příponou –ik z „Jesenny“ tj. vrch porostlý jasanovým hájem. Podle historiků je velice zajímavý také postupný vývoj používaných názvů obce:
- 1088: Jazenice,
- 1352: Jessenyk,
- 1369–1405: Jesenik, později Jeseník (Gesenik Weliky) a Jeseník Malý (Gesenik Maly), podle pramenů z let 1545 a pozdějších (1834) Hrobo Gesenik. Od roku 1916 úředně Hrubý Jeseník.

## Historie
Hrubý Jeseník je jedna z nejstarších obcí na Nymbursku, původu raně středověkého. První písemná zmínka o Jeseníku pochází z roku 1088, kdy podle základní listiny vyšehradské kapituly daroval král Vratislav II. téže kapitule poplužní dvůr s kovářem. Obec se původně skládala ze dvou osad, Jeseníku a Jeseníčku, který ležel pod zámkem Ronovem a později splynul s Oskořínkem. Ve 14. století zde byl farní kostel pro Jeseník, Oskořínek, Ronov, Nový Dvůr a Jíkev.
Do 16. století patřil menším šlechtickým rodům, např. pánům z Adlaru, v 16. století se stal majetkem rodu Křineckých z Ronova. Jesenické zboží bylo tehdy připojeno k novému (dnes již zaniklému) zámku Ronovu. Nově vzniklé panství Ronovské bylo později spojeno s Křineckým. Koncem 17. století byl majetek Křineckých prodán Morzínům, v době pobělohorské se stal nakrátko majetkem Albrechta z Valdštejna.
Obec byla téměř úplně zničena za třicetileté války. Po ní spravovali faru nymburští dominikáni. Původní fara byla obnovena v 18. století, přesněji v letech 1793–1794. Nová fara je z roku 1900, stavělo jeden rok jí pět zedníků a dva pomocníci. Historie kostela zasvěceného svatému Václavu sahá až do poloviny 14. století, ale jeho dnešní podoba je z roku 1769. Později došlo k dalším novějším úpravám.
V Jeseníku byla již od poloviny 17. století škola. Ta byla však nakrátko přeložena z neznámých důvodů do Ronova a zpět do obce se vrátila v roce 1798. Základy nynější školní budovy byly položeny v roce 1824, s mnoha pozdějšími úpravami.
V obci Hrubý Jeseník (770 obyvatel, katol. kostel) byly v roce 1932 evidovány tyto živnosti a obchody: 3 obchody s dobytkem, holič, 5 hostinců, kolář, obchod s koňmi, 2 kováři, 3 krejčí, mlýn, obuvník, 2 pekaři, 2 pokrývači, řezník, 2 truhláři, 3 obchody se smíšeným zbožím, spořitelní a záložní spolek pro Jeseník Hrubý, 3 trafiky.

## Obyvatelstvo
| Rok            | 1869 | 1880 | 1890 | 1900 | 1910 | 1921 | 1930 | 1950 | 1961 | 1970 | 1980 | 1991 | 2001 | 2011 | 2021 |
| -------------- | ---- | ---- | ---- | ---- | ---- | ---- | ---- | ---- | ---- | ---- | ---- | ---- | ---- | ---- | ---- |
| Počet obyvatel | 831  | 900  | 890  | 805  | 832  | 805  | 770  | 599  | 575  | 524  | 515  | 497  | 512  | 531  | 578  |
| Počet domů     | 134  | 140  | 145  | 148  | 175  | 179  | 199  | 216  | 199  | 189  | 172  | 208  | 220  | 234  | 258  |

## Obecní správa

### Územněsprávní začlenění
Dějiny územněsprávního začleňování zahrnují období od roku 1850 do současnosti. V chronologickém přehledu je uvedena územně administrativní příslušnost obce v roce, kdy ke změně došlo:
- 1850 země česká, kraj Jičín, politický i soudní okres Nymburk[9]
- 1855 země česká, kraj Mladá Boleslav, soudní okres Nymburk
- 1868 země česká, politický okres Poděbrady, soudní okres Nymburk
- 1936 země česká, politický i soudní okres Nymburk[10]
- 1939 země česká, Oberlandrat Kolín, politický i soudní okres Nymburk[11]
- 1942 země česká, Oberlandrat Hradec Králové, politický i soudní okres Nymburk[12]
- 1945 země česká, správní i soudní okres Nymburk[13]
- 1949 Pražský kraj, okres Nymburk[14]
- 1960 Středočeský kraj, okres Nymburk
- k 1. lednu 1980 Středočeský kraj, okres Nymburk, obec Oskořínek[15]
- k 1. lednu 1992 Středočeský kraj, okres Nymburk[15]
- 2003 Středočeský kraj, okres Nymburk, obec s rozšířenou působností Nymburk

### Obecní symboly
Znak a vlajka byly obci uděleny rozhodnutím předsedy Poslanecké sněmovny Parlamentu České republiky dne 19. ledna 2007.

## Doprava
Dopravní síť
- Pozemní komunikace – Do obce vede silnice III. třídy. Ve vzdálenosti čtyři kilometry vede silnice II/329 Křinec - Poděbrady - Pečky.
- Železnice – Železniční stanice na území obce není. Územím obce vede železniční trať 061 Nymburk - Jičín. Nejblíže obci je železniční zastávka Oskořínek ve vzdálenosti dva kilometry.

Veřejná doprava 2020
- Autobusová doprava - V obci má zastávky autobusová linka 673 v trase Nymburk, hl. nádr. - Budiměřice - Chleby - Oskořínek - Hrubý Jeseník, U Parku - Křinec, Sovenice - Křinec, škola (dopravce Okresní autobusová doprava Kolín, s. r. o.).
- O víkendu byla obec bez dopravní obsluhy.

## Pamětihodnosti
- Barokní kostel svatého Václava z roku 1769 postavený na místě staršího gotického kostela z poloviny 14. století
- Sochy svatého Mikuláše Tolentinského a Panny Marie Immaculaty, výklenková kaple
- Rozhledna Romanka nedaleko od vesnice
- Alej památných lip malolistých

## Bohoslužby
Pravidelné bohoslužby v kostele svatého Václava jsou v neděli v 10:00 a ve středu v 17 hodin ("zimní" standardní čas), v 18 hodin (letní čas).

## Fotogalerie

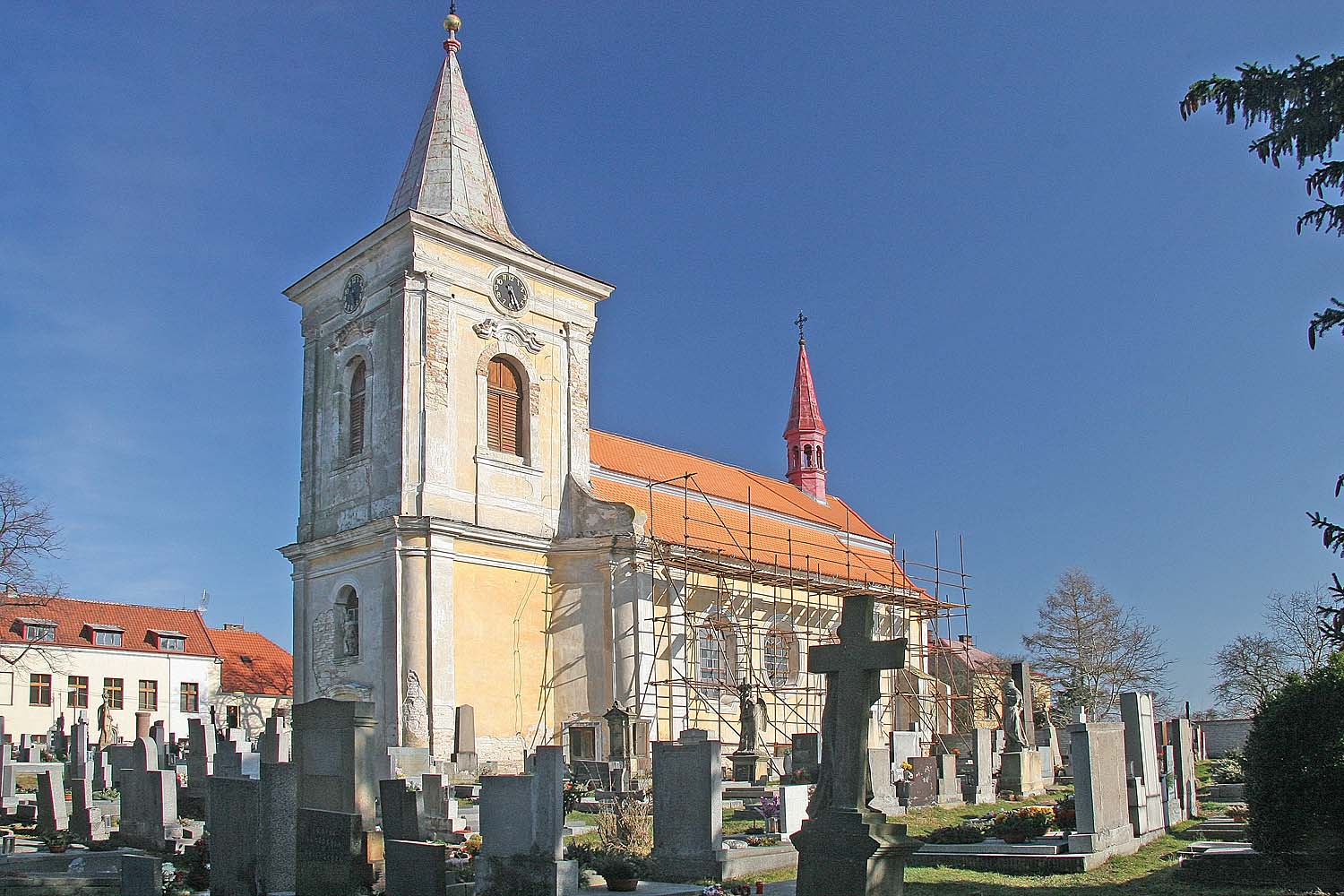
Barokní kostel svatého Václava
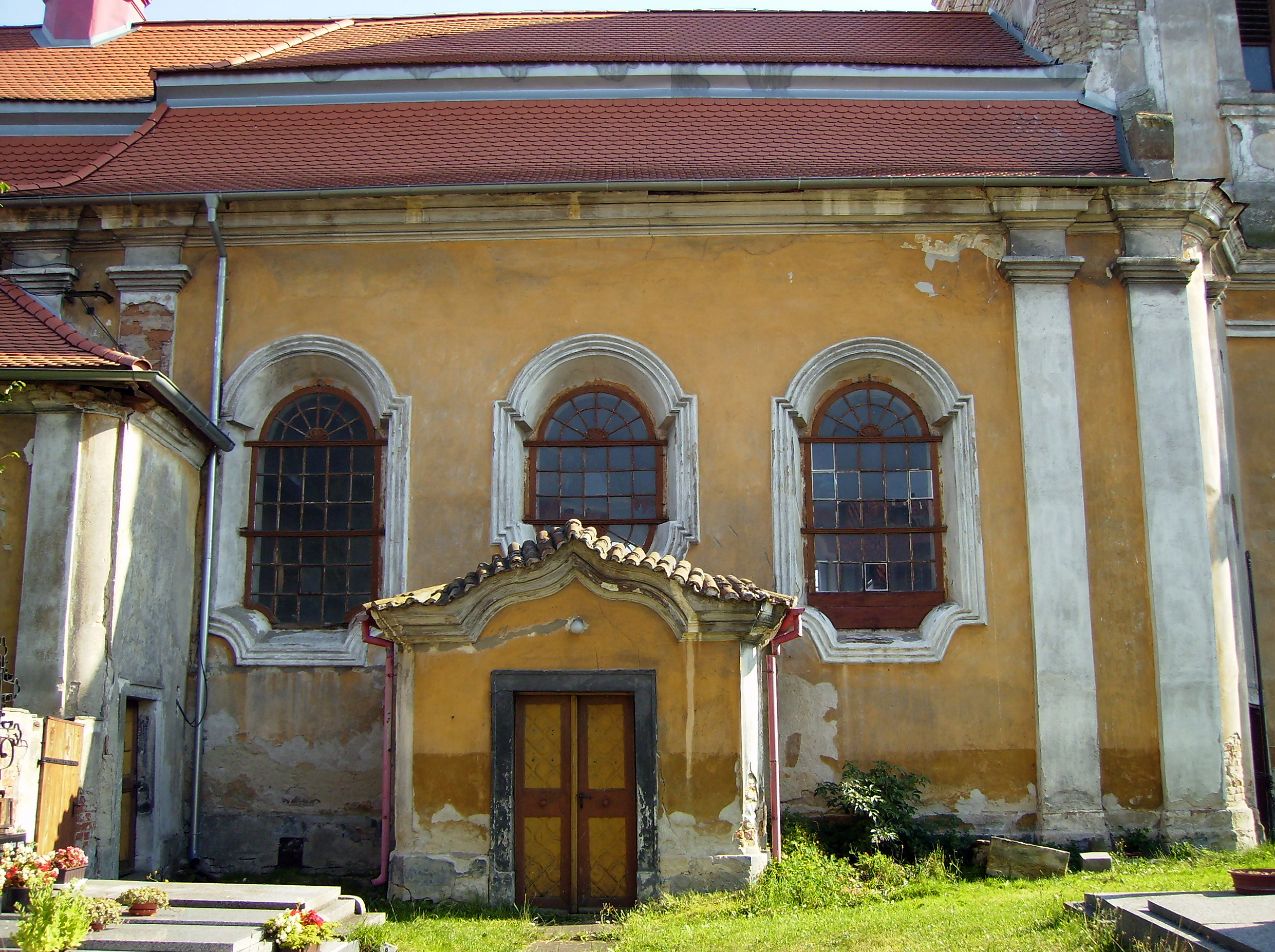
Kostel svatého Václava - detail oken.
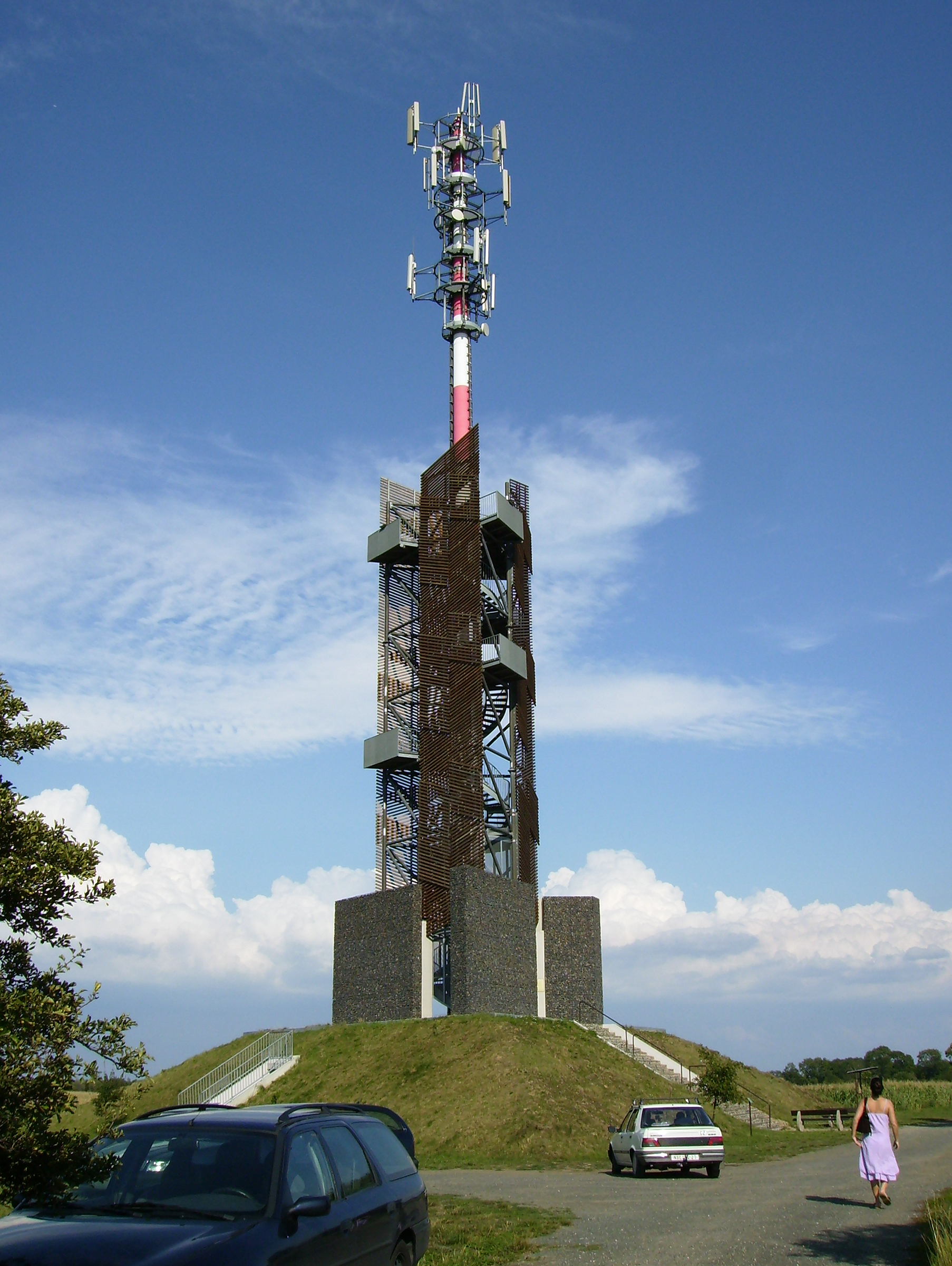
Rozhledna Romanka
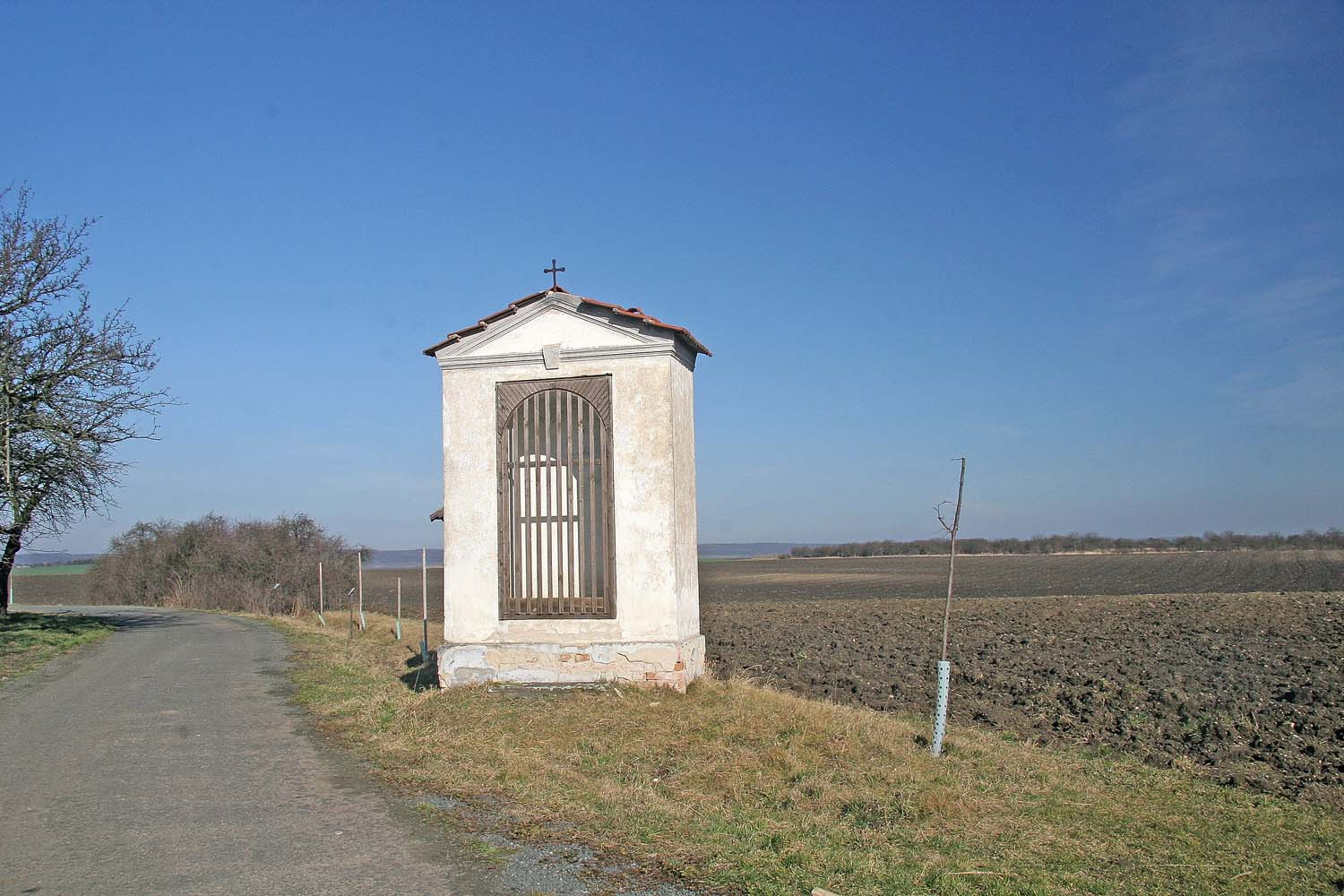
Výklenková kaple u cesty k rozhledně Romanka.
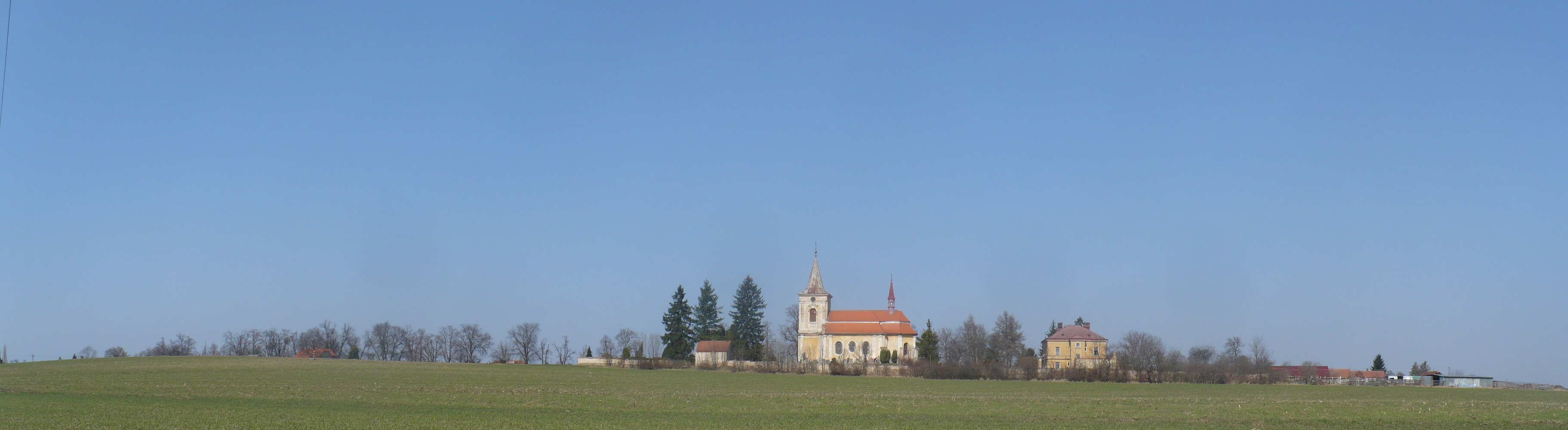
Kostel svatého Václava
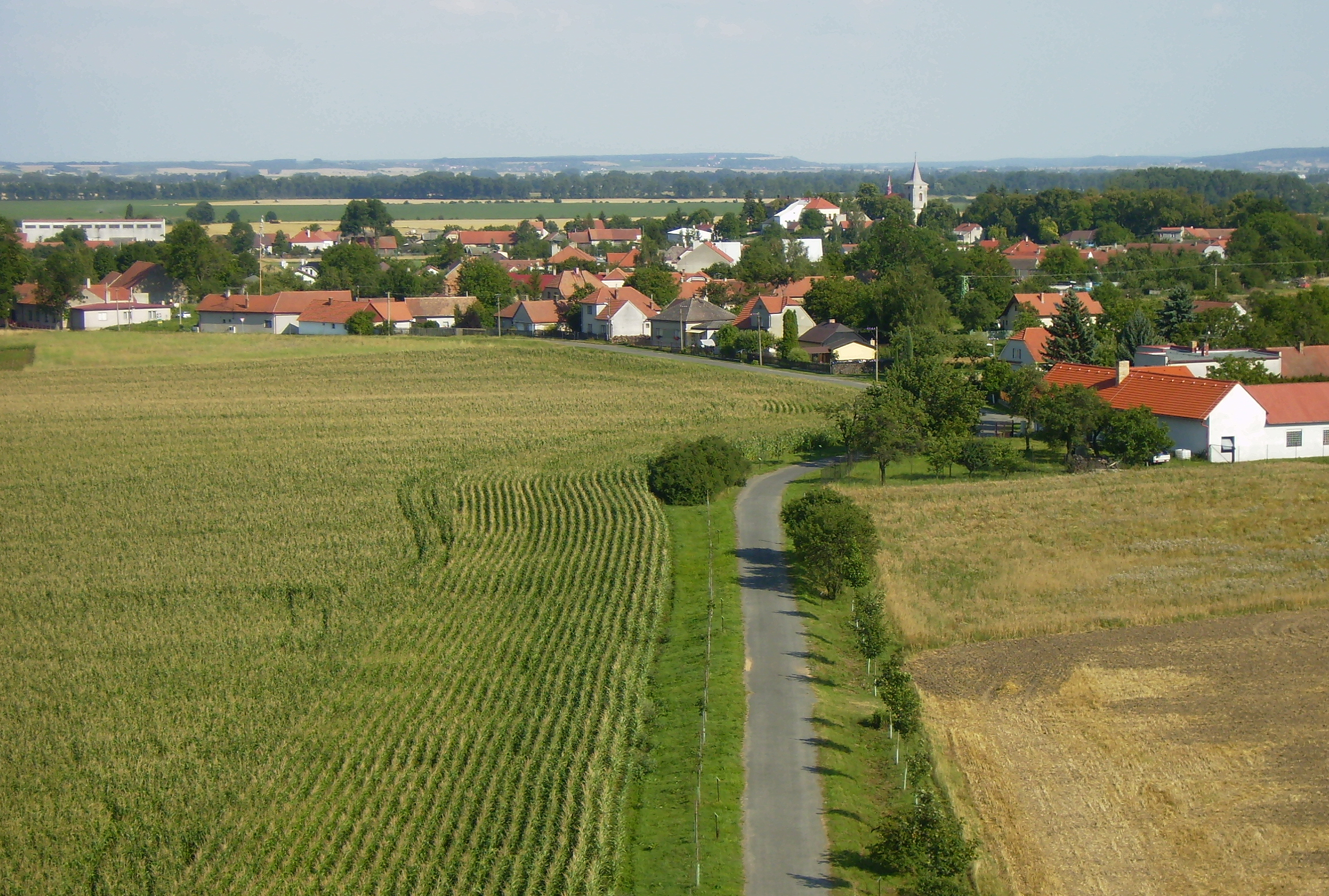
Pohled na Hrubý Jeseník z rozhledny Romanka